# Libnotes (Libnotes) scoliacantha
Libnotes (Libnotes) scoliacantha is een tweevleugelige uit de familie steltmuggen (Limoniidae). De soort komt voor in het Oriëntaals gebied.